# 中山敬一
中山 敬一（なかやま けいいち、1961年 - ）は、日本の医学者、生物学者。九州大学生体防御医学研究所主幹教授を経て、東京医科歯科大学高等研究院特別栄誉教授。元日本分子生物学会副理事長。紫綬褒章受章。日本学術振興会賞等受賞。
1996年、細胞周期を抑制するp27のノックアウトマウスを作製し、巨大マウスを作ることに成功した。またp27の欠損が発がんにつながることを世界で初めて証明した。

## 人物・経歴
1980年神奈川県立湘南高等学校卒業。1986年東京医科歯科大学医学部医学科卒業。東京医科歯科大学硬式庭球部出身。妻で医学者の中山啓子東北大学大学院医学系研究科教授は部活の同期。1990年順天堂大学大学院医学研究科免疫学専攻修了、医学博士、理化学研究所フロンティア研究員、ワシントン大学医学部ポストドクトラルフェロー。1992年ハワード・ヒューズ医学研究所博士研究員。1995年日本ロシュ研究所生物学部主幹研究員。1996年九州大学生体防御医学研究所細胞学部門教授。2005年日本癌学会評議員。2006年日本学術会議連携会員。2008年日本細胞生物学会評議員。2009年九州大学主幹教授。2013年日本分子生物学会副理事長。2023年東京医科歯科大学高等研究院がんストラテジー研究室特別栄誉教授。細胞増殖の基礎研究で世界的な業績をあげた。

## 著書

### 科学書
- 『細胞周期がわかる』羊土社 2001年
- 『キーワードで理解する細胞周期イラストマップ』羊土社 2005年
- 『細胞周期の最前線 : 明らかになるその制御機構』羊土社 2005年
- 『カラー図説 細胞周期』メディカルサイエンスインターナショナル 2008年
- 『明日を拓く新次元プロテオミクス―医学生物学を変える次世代技術の威力』 (細胞工学 別冊) 学研メディカル秀潤社 2009年
- 『ヒトと医学のステージへ拡大する細胞周期 : がん治療と生命現象の解明をめざして』羊土社 2013年
- 『トランスオミクスで生命の地図を描け! 〜遺伝子・タンパク質・代謝物をつなぐビッグデータ時代のサイエンス』 (実験医学 2014年5月号 Vol.32 No.8) 羊土社 2014年

### 一般書
- 『医学部は崩壊する！？ - 研修必修化がもたらす研究と教育の荒廃』 （ドクターズマガジン2006年6月号）メディカル・プリンシプル社 2006年
- 『君たちに伝えたい3つのこと : 仕事と人生について科学者からのメッセージ』ダイヤモンド社 2010年
- 『バイオ研究者が生き抜くための十二の智慧』 中山敬一編 羊土社 2013年

## 受賞
- 1990年 - 東京医科歯科大学医科同窓会研究奨励賞[3]
- 2005年 - 日本学術振興会賞[1]
- 2007年 - JCA-Mauvernay Award[1]
- 2011年 - 井上学術賞[1]
- 2018年 - 小林がん学術賞[1]
- 2018年 - 安田医学賞[1]
- 2021年 - 紫綬褒章[7][1]
- 2022年 - 持田記念学術賞[5]

## 主な業績
- Nakayama KI., Loh DY. No requirement for p56lck in the antigen-stimulated clonal deletion of thymocytes. Science, 257: 94-6, 1992. PMID 1621101 doi: 10.1126/science.1621101
- Nakayama KI., et al. Disappearance of the lymphoid system in Bcl-2 homozygous mutant chimeric mice. Science, 261: 1584-8, 1993. PMID 8372353 doi: 10.1126/science.8372353
- Nakayama KI., et al. Requirement for CD8 beta chain in positive selection of CD8-lineage T cells. Science, 263: 1131-3, 1994. PMID 8108731 doi: 10.1126/science.8108731
- Nakayama K., et al. Mice lacking p27(Kip1) display increased body size, multiple organ hyperplasia, retinal dysplasia, and pituitary tumors. Cell, 85: 707-20, 1996. PMID 8646779 doi: 10.1016/s0092-8674(00)81237-4
- Miyamoto A., et al. Increased proliferation of B cells and auto-immunity in mice lacking protein kinase Cdelta. Nature, 416: 865-9, 2002. PMID 11976687 doi: 10.1038/416865a
- Shirane M., Nakayama KI. Protrudin induces neurite formation by directional membrane trafficking. Science, 314: 818-21, 2006. PMID 17082457 doi: 10.1126/science.1134027
- Hirano A., et al. FBXL21 regulates oscillation of the circadian clock through ubiquitination and stabilization of cryptochromes. Cell, 152: 1106-18, 2013. PMID 23452856 doi: 10.1016/j.cell.2013.01.054
- Katayama Y., et al. CHD8 haploinsufficiency results in autistic-like phenotypes in mice. Nature, 537: 675-9, 2016. PMID 27602517 doi: 10.1038/nature19357